# Marla Pennington
Marla Pennington (Burbank, 5 marzo 1954) è un'attrice statunitense, nota soprattutto per aver interpretato il ruolo di Joan Lawson nel telefilm Super Vicki. È stata attiva nel mondo dello spettacolo fra il 1974 ed il 1989. Nel gennaio 2009 è apparsa con alcuni ex colleghi in The Morning Show with Mike and Juliet.

## Biografia
Pennington ha preso parte a numerose serie televisive, fra cui Soap, Il mio amico Arnold, Magnum, P.I., Charlie's Angels, Happy Days, L'incredibile Hulk e General Hospital.
Ha recitato anche in due film per il cinema: Riunione di classe (1982) e Il giorno della locusta (1975). Inoltre, negli Stati Uniti è nota anche per le ricette di cucina che pubblica su diversi periodici.

## Filmografia

### Cinema
- Jim, the World's Greatest (1976)
- Riunione di classe (Class Reunion) (1982)

### Televisione
- Lucas Tanner – serie TV, un episodio (1974)
- Charlie's Angels – serie TV, episodio 1x09 (1976)
- General Hospital – serie TV  (1976-1979)
- Alla conquista del West (How the West Was Won)– miniserie TV, un episodio (1979)
- Buffalo Soldiers – film TV (1979)
- L'incredibile Hulk (The Incredible Hulk) – serie TV, episodio 3x20 (1980)
- Bolle di sapone (Soap) – serie TV, 17 episodi (1979-1981)
- Magnum, P.I. – serie TV, un episodio (1981)
- Happy Days – serie TV, 2 episodi (1982)
- Soldato Benjamin (Private Benjamin) – serie TV, un episodio (1982)
- Herndon – film TV (1983)
- Il mio amico Arnold (Diff'rent Strokes) – serie TV, un episodio (1984)
- Super Vicky (Small Wonder) – serie TV, 96 episodi (1985-1989)